# Men, Women, and Money
Men, Women, and Money è un film muto del 1919 diretto da George Melford. La sceneggiatura di Beulah Marie Dix si basa sull'omonimo racconto di Cosmo Hamilton pubblicato su Harper's Bazaar nell'agosto 1918.

## Produzione
Il film fu prodotto dalla Paramount Pictures (come Famous Players-Lasky Corporation).
Il soggetto si deve a Cosmo Hamilton che, oltre ad aver scritto la storia originale, scrisse anche una breve sceneggiatura che fece da base alla sceneggiatura di Beulah Marie Dix.

## Distribuzione
Distribuito dalla Paramount Pictures e presentato da Jesse L. Lasky, il film uscì nelle sale statunitensi il 15 giugno 1919.
Non si conoscono copie ancora esistenti della pellicola che viene considerata presumibilmente perduta.